# ایستگاه کونان-چاو
ایستگاه کونان-چاو (به لاتین: Kōnan-Chūō Station) یک ایستگاه قطار در ژاپن است که در یوکوهاما واقع شده‌است.